# Calacanthus grandiflorus
Calacanthus es un género monotípico de plantas con flores perteneciente a la familia Acanthaceae. su única especie: Calacanthus grandiflorus Radlk., es originaria de la India.

## Descripción
Es un arbusto erguido que alcanza los  1-2 m de altura. Los tallos están engrosados en los nudos. Las hojas son opuestas, elípticas de 10-20 cm de largo. Las flores de color púrpura azulado se producen en una inflorescencia en forma de espiga erecta en el extremo de las ramas o en las axilas de las hojas superiores.

## Taxonomía
El género fue descrito por el activista, naturalista, y botánico alemán: Carl Ernst Otto Kuntze y publicado en Revisio Generum Plantarum 2: 483 en el año 1891. 
La especie C. grandiflorus fue descrita por el taxónomo, micólogo, algólogo alemán, profesor de Botánica de la Universidad de Múnich: Ludwig Adolph Timotheus Radlkofer y publicado en Sitzungsberichte der Mathematisch-Physikalischen Classe (Klasse) der K. B. Akademie der Wissenschaften zu München 13: 279 en el año 1884[1883].
Sinonimia
- Calacanthus dalzellianus T.Anderson ex Benth.
- Lepidagathis grandiflora Dalzell[2]